# 秋刀魚 (雜誌)
《秋刀魚》季刊是臺灣第一本用中文撰寫，內容集結生活、藝術、設計、歷史、科技等多面向主題的日本文化誌，每一期聚焦一個主題，透過訪問和邀集臺灣和日本寫手，匯聚不同角度面向的看法，滿足想要到日本旅行的遊客、研究日本文化的學生、欣賞日本藝術的上班族。

## 各期主題
| 出刊日期     | 期數 | 主題                                                    |
| ------------ | ---- | ------------------------------------------------------- |
| 2014年11月   | 1    | 好想認識的100種日本                                     |
| 2015年1月    | 2    | 歡迎光臨、京都旅宿！                                    |
| 2015年5月    | 3    | 臺灣在住日本人                                          |
| 2015年7月    | 4    | 銀座線咖哩                                              |
| 2015年9月    | 5    | 出發東北！時空之旅                                      |
| 2015年11月   | 6    | 多謝招待！日本梅酒X臺灣料理                             |
| 2016年1月    | 7    | 美的進化論                                              |
| 2016年3月    | 8    | 京都職人與臺灣設計的一期一會                            |
| 2016年5月    | 9    | WHY？下北澤                                             |
| 2016年7月    | 10   | 臺灣人說日本語                                          |
| 2016年9月    | 11   | 九州男兒的錢湯                                          |
| 2016年11月   | 12   | 插畫的延伸                                              |
| 2017年1月    | 13   | 好想去便利商店！                                        |
| 2017年3月    | 14   | 条通                                                    |
| 2017年5月    | 15   | 生活基本物件                                            |
| 2017年7月    | 16   | 港味日本                                                |
| 2017年9月    | 17   | 9點後的東京                                             |
| 2017年11月   | 18   | 出來吧！扭蛋                                            |
| 2018年春季號 | 19   | 平成30                                                  |
| 2018年夏季號 | 20   | B級美食 台日參戰                                        |
| 2018年秋季號 | 21   | 大人的學校                                              |
| 2018年冬季號 | 22   | 台日恋愛 LoveLove                                       |
| 2019年春季號 | 23   | 用設計向日本地方提案！D&Department Project              |
| 2019年夏季號 | 24   | 印刷先決!!! 設計師的實驗場                              |
| 2019年秋季號 | 25   | 當設計成為一種行動                                      |
| 2019年冬季號 | 26   | 設計的準則                                              |
| 2020年春季號 | 27   | 一日一市 北陸時間旅                                     |
| 2020年夏季號 | 28   | 台北拉麵                                                |
| 2020年秋季號 | 29   | 新・世代生活清單                                        |
| 2020年冬季號 | 30   | 參拜！日本令和的108件事                                 |
| 2021年春季號 | 31   | 吉卜力的世界・世界的吉卜力                              |
| 2021年夏季號 | 32   | 台日彼女AB面宣言                                        |
| 2021年秋季號 | 33   | ～日劇時代～成為收藏家的我們                            |
| 2021年冬季號 | 34   | Japan create 現在形                                     |
| 2022年春季號 | 35   | 味蕾關係 日本酒×臺灣食的地域暢飲                        |
| 2022年夏季號 | 36   | 夏之海                                                  |
| 2022年秋季號 | 37   | Do you love City Pop?                                   |
| 2022年冬季號 | 38   | 日本在住臺灣人・東京定番 “東京99”                       |
| 2023年春季號 | 39   | 素敵な、 MY SECOND LIFE！第二種人生・日本移住／兩點生活 |
| 2023年夏季號 | 40   | 大人的可愛                                              |
| 2023年秋季號 | 41   | 第二次的京都                                            |

## 得獎紀錄
- 2017年41屆金鼎獎的「雜誌類出版獎：生活類獎」及「雜誌類個人獎：主編獎」。
- 2017年金點設計獎的標章得獎作品。
- 2018年42屆金鼎獎的「雜誌類出版獎：生活類獎」。
- 2019年43屆金鼎獎的「生活類雜誌：優良出版品推薦」。
- 2021年金點設計獎的標章得獎作品。

## 外部連結
- 秋刀魚雜誌的官網 （页面存档备份，存于）
- 秋刀魚雜誌的Facebook專頁 （页面存档备份，存于）
- 秋刀魚雜誌的instagram （页面存档备份，存于）